# Jean Lesur
Jean Lesur (né le 31 décembre 1925 à Maintenon, décédé le 15 avril 2012) est un spéléologue français qui a exploré principalement les cavités du Lot, de la Dordogne et de l'Aveyron.

## Biographie
En 1940, à la suite de l'invasion allemande, Jean Lesur se réfugie avec sa famille dans le Lot à Cajarc.
En 1948, il part vers l'Aisne avec ses parents pour reprendre la ferme familiale sans grand succès. Il se marie en 1952. En 1955, il devient éleveur de vaches à Lalinde en Dordogne.
De 1972 à 1974, il est le gérant de la base de loisirs des Amis du Célé à Sauliac-sur-Célé.
Il complète ses revenus par des travaux publics à risques, suspendu dans des cheminées de tunnels, viaduc et ouvrages d'art, histoire de continuer en haut sa passion d'en bas : la spéléologie.
Il est victime d'une hémiplégie en 1981, mais se remet rapidement.
Les spéléologues l'ont surnommé « la grande pagaille ». Une appellation confirmée par Jean Lesur qui se décrit ainsi : Je suis juste un sésame, je n'aime ni commander, ni être commandé. Il est un des rares parmi ceux qui possèdent le savoir à ne pas s'aigrir en vieillissant : il n'interdit pas, il écoute, encourage et conseille les plus jeunes. Ses écrits sont plein d'humour, d'anecdotes, de références historiques et mythologiques.

## Activité spéléologique

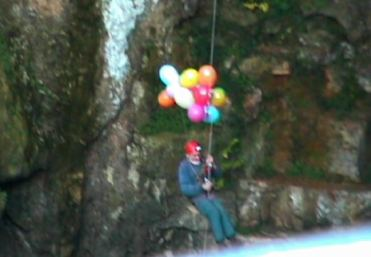
Jean Lesur âgé de 78 ans descendant sur son escarpolette une grappe de ballon dans le gouffre de Padirac pour le Téléthon 2003.

Il commence à explorer les cavernes lors de son séjour dans le Lot à la fin de la Seconde Guerre mondiale.
En 1946, à la grotte exsurgence du moulin de Toirac, Jean Lesur fait la connaissance de celui qui allait être son maître et ami : Guy de Lavaur. L'année suivante, du 6 au 12 août 1947, il est invité à participer à sa première exploration au gouffre de Padirac.
Il participe à toutes les expéditions à Padirac (sauf 1949 et 1981), jusqu'à sa dernière en 1992 pendant laquelle il filme la progression dans ce réseau. Il est le seul à l'avoir parcouru entièrement, il a passé 160 jours sous terre à Padirac. Par la suite, il soutient depuis la surface (voir photo) les équipes de spéléologues et rédige de nombreux articles de synthèse sur ce réseau du causse de Gramat. Une partie de la rivière de Joly porte son nom. Par son expérience, sa connaissance des lieux et sa volonté de partager l'information, il a permis le succès de nombreuses expéditions. Il côtoya les spéléologues les plus renommés de son époque : Guy de Lavaur, Robert de Joly, Félix Trombe, ainsi que le cinéaste Jacques Ertaud.

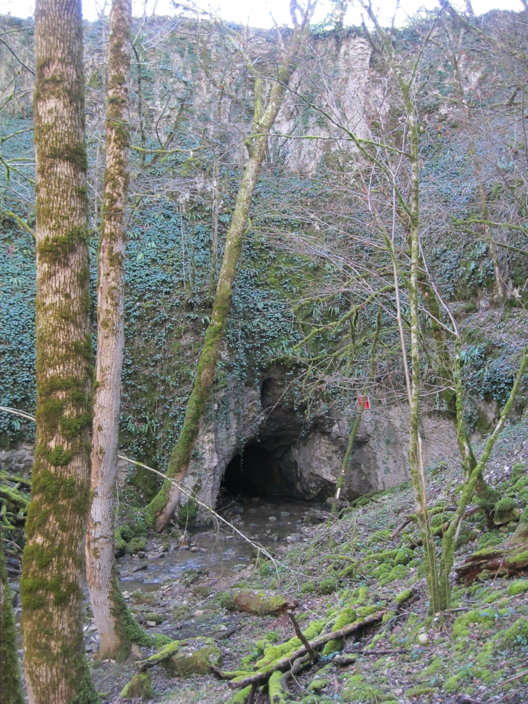
Vue de l'entrée du gouffre du Saut de la Pucelle

En 1952, avec Henry Roques, André Thomas, Bernard Pierret et Gilles Delluc, il dépasse le terminus du gouffre du Saut de la Pucelle. En 1955, les expéditions atteignent le siphon terminal.
Avec le géologue Jean-Pierre Couturié, il découvre le Nouveau Réveillon, le réseau supérieur du gouffre de Réveillon à Alvignac.

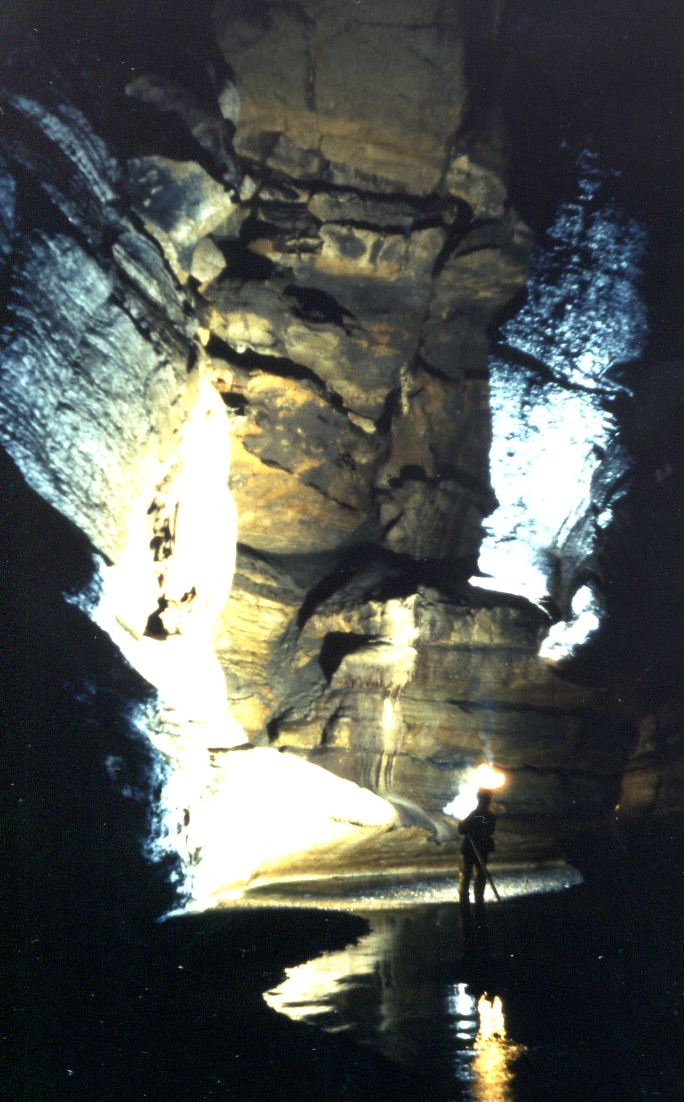
Vue de la rivière des Vitarelles.

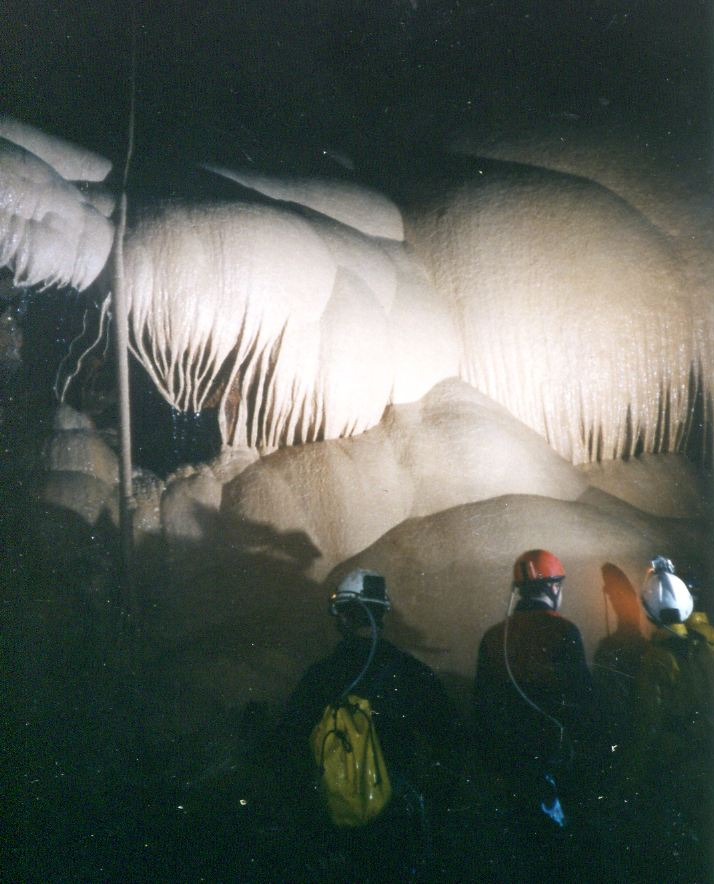
Cascade calcifiée dans le gouffre des Vitarelles.

De 1956 à 1958, il explore, quelquefois avec son épouse, le gouffre des Vitarelles à un rythme soutenu (25 sorties). De nombreux noms de lieux portent sa marque, par exemple la galerie du Cône Haut, il sera avec Kupieck pour atteindre le terminus sous le chaos du Loze.
En 1964, il découvre l'igue des Fieux à Miers, avec J. Bouchereau, L. Perrier et le propriétaire des lieux, Elie Caminade. Cette cavité a livré des vestiges préhistoriques : foyer, gravures et peintures pariétales. Devant l'entrée, un site archéologique exceptionnel a été fouillé pendant 35 ans par M. Fernand Champagne. L'association PromoSAF a réalisé un CD ROM de présentation du site, sous la direction scientifique de Michel Lorblanchet.
En 1978, avec les frères Bitard, il dégage un passage au pied du puits d'entrée de l'igue de Barrière à Miers.En 1979, l'équipe découvre et topographie 275 mètres de galeries.

## Publications
- État des connaissances sur le réseau de Padirac au 31 décembre 1999 par Jean Lesur.
- Les exploration du gouffre du saut de la Pucelle par Jean Taisne et Jean Lesur, extrait du bulletin n° 9 du Comité Départemental de Spéléologie du Lot - 1994
- Topographie de l'igue de Poujouli publiée dans l'ouvrage Contribution à un inventaire des phénomènes spéléologiques du département du Lot par Jean Taisne, version 2006.